# Сельское поселение «Булдуруйское»
Се́льское поселе́ние «Булдуруйское» — муниципальное образование в Нерчинско-Заводском районе Забайкальского края Российской Федерации.
Административный центр — село Булдуруй 1-й.

## История
Статус и границы сельского поселения установлены Законом Читинской области от 19 мая 2004 года «Об установлении границ, наименований вновь образованных муниципальных образований и наделении их статусом сельского, городского поселения в Читинской области».

## Население
| 2010 | 2011 | 2012 | 2013 | 2014 | 2015 | 2016 |
| ---- | ---- | ---- | ---- | ---- | ---- | ---- |
| 648  | ↘647 | ↘611 | ↘594 | ↘572 | ↘571 | ↗573 |
| 2017 | 2018 | 2019 | 2020 | 2021 |      |      |
| ↗589 | ↘570 | ↘544 | ↘522 | ↘396 |      |      |

## Состав сельского поселения
| № | Населённый пункт | Тип населённого пункта       | Население |
| - | ---------------- | ---------------------------- | --------- |
| 1 | Булдуруй 1-й     | село, административный центр | ↘232      |
| 2 | Булдуруй 2-й     | село                         | ↘105      |
| 3 | Чалбучи-Килга    | село                         | ↘172      |